# Velika rasjedna dolina
Velika rasjedna dolina (engl. Great Rift Valley te East African Rift, još i Istočnoafrički tektonski jarak), rasjed dug 5.000 km koji se prostire od sjeverne Sirije do središnjeg Mozambika. Širok je između 30 i 100 km, a dubok od nekoliko stotina do nekoliko tisuća metara.
Nastao je odvajanjem afričke i arapske tektonske ploče, prije 35.000.000 godina. Istočna se Afrika odvojila od ostatka prije 15.000.000 godina. Rasjed je otkrio John Walter Gregory.